# Michael Hayböck
Michael Hayböck (* 5. března 1991 Linec) je rakouský skokan na lyžích. Ve Světovém poháru závodí od roku 2006. V roce 2010 se stal juniorským mistrem světa, tutéž soutěž vyhrál i v letech 2009, 2010 a 2011 jako člen rakouského týmu.

## Skokanská kariéra
Jako malý se chtěl Michael stát profesionálním fotbalistou. V roce 2000 však zkusil skoky na lyžích a u těch už zůstal. Ještě jako junior zaznamenal řadu vítězství v Kontinentálním poháru. Několikrát obsadil stupně vítězů a jako člen rakouského týmu vyhrál závod Světového poháru v Lahti. V týmové soutěži dokonce získal stříbrnou medaili z ZOH v Soči. V individuálních závodech na ZOH skončil 5. a 8.
Jako zlomová se ukázala sezona 2014/2015. Už od začátku sezony podával velice kvalitní výkony, a přestože nevyhrál jediný závod Světového poháru, držel se v čele tabulky. Naprosto zlomovým se stalo Turné čtyř můstků 2014/2015, kde bojoval se svým krajanem Stefanem Kraftem až do konce o vítězství, nakonec ale skončil druhý. Během závodu v Bischofshofenu se mu podařilo vyhrát svůj první závod Světového poháru.

## Individuální vítězství závodů SP
| Číslo | Sezona    | Datum             | Místo         |
| ----- | --------- | ----------------- | ------------- |
| 1     | 2014/2015 | 6. leden 2015     | Bischofshofen |
| 2     | 2015/2016 | 19. únor 2016     | Lahti         |
| 3     | 2015/2016 | 21. únor 2016     | Lahti         |
| 4     | 2015/2016 | 23. únor 2016     | Kuopio        |
| 5     | 2016/2017 | 17. prosinec 2017 | Engelberg     |